# Preston Trombly
Preston Andrew Trombly (* 30. Dezember 1945 in Hartford (Connecticut)) ist ein US-amerikanischer Komponist und Bildender Künstler. 

## Leben und Werk
Preston Trombly studierte Komposition an der University of Connecticut bei Charles Whittenberg, an der Yale University bei Bülent Arel und Mario Davidovsky sowie am Berkshire Music Center in Tanglewood bei George Crumb. Zu seinen Auszeichnungen zählen eine Guggenheim Fellowship (1974/75) und zwei NEA-Stipendien. Trombly lehrte zeitweilig am Vassar College und der Catholic University of America. Er betätigte sich auch als Saxophonist, Jazz-Klarinettist und Musikkommentator für verschiedene New Yorker Radiosender.
Tromblys musikalische Werke sind überwiegend für Kammerensembles bestimmt, teilweise mit zusätzlichen Tonbandeinspielungen. Kompositionen entstanden u. a. im Auftrag des Columbia-Princeton Electronic Music Center und der Fromm Foundation. 
In jüngerer Zeit verlagerten sich Tromblys Aktivitäten mehr auf das Feld der Bildenden Kunst. Ausstellungen seiner in Collagentechnik gehaltenen Werke erfolgten u. a. im New Yorker The National Arts Club.